# 悦中乡
悦中乡，是中华人民共和国四川省南充市营山县下辖的一个乡镇级行政单位。2019年10月，撤销六合乡，将其所属行政区域划归悦中乡管辖。

## 行政区划
悦中乡下辖以下地区：
长寿村、营平村、团堡村、梨坪村、卧虎村和龙潭村、三合村、富阳村、钟山村、钓鱼村、西寨村、天星村、板凳村、三房村、田坝村和永乐村。